# Цикатрикула
Цикатри́кула — протоплазматическая часть яиц телолецитального типа, обыкновенно уже раздробившаяся на бластомеры в сиженном птичьем яйце и являющаяся в виде белого пятнышка на поверхности желтка. Иначе цикатрикула называется наседом, зародышевым кружком, бластодермическим диском и т. п. При поворачивании яйца желток, в силу положения его центра тяжести, поворачивается всегда так, что цикатрикула обращена вверх, то есть к брюху наседки.